# Pastor Torao Sikara
Pastor Torao Sikara (14 de abril de 1915-6 de marzo de 1969) fue un político ecuatoguineano.

## Biografía
Nació el 14 de abril de 1915. Pertenecía a la etnia bubi.
Ejerció durante su juventud como maestro, primero en Fernando Poo y después en Río Muni. Posteriormente se dedicó a la agricultura.
Adherido a la causa independentista guineana, fue uno de los primeros líderes del Movimiento Nacional de Liberación de Guinea Ecuatorial (Monalige), del que llegó a ser presidente. En febrero de 1967 viajó a España junto a Atanasio Ndongo y Agustín Grange, entrevistándose con personalidades gubernamentales como Luis Carrero Blanco y Fernando María Castiella.
Participó en la Conferencia Constitucional de Guinea Ecuatorial de 1967-1968, durante la cual se preparó la Constitución de Guinea Ecuatorial de 1968.
Declarada la Independencia de Guinea Ecuatorial en 1968, el 16 de octubre de ese año es elegido Presidente de la Asamblea Nacional de Guinea Ecuatorial.
Tras el intento de golpe de Estado de marzo de 1969 encabezado por Atanasio Ndongo, Torao fue inmediatamente detenido. Fue asesinado en prisión el 6 de marzo junto al diplomático Saturnino Ibongo Iyanga.